# Boulevard Saint-Michel
Der Boulevard Saint-Michel (bulvaʁ sɛ̃ miʃɛl), umgangssprachlich Boul’ Mich’, bildet die Grenze zwischen dem 5. und dem 6. Arrondissement von Paris. Die in Nord-Süd-Richtung verlaufende Straße ist 1380 Meter lang und 30 Meter breit.

## Lage

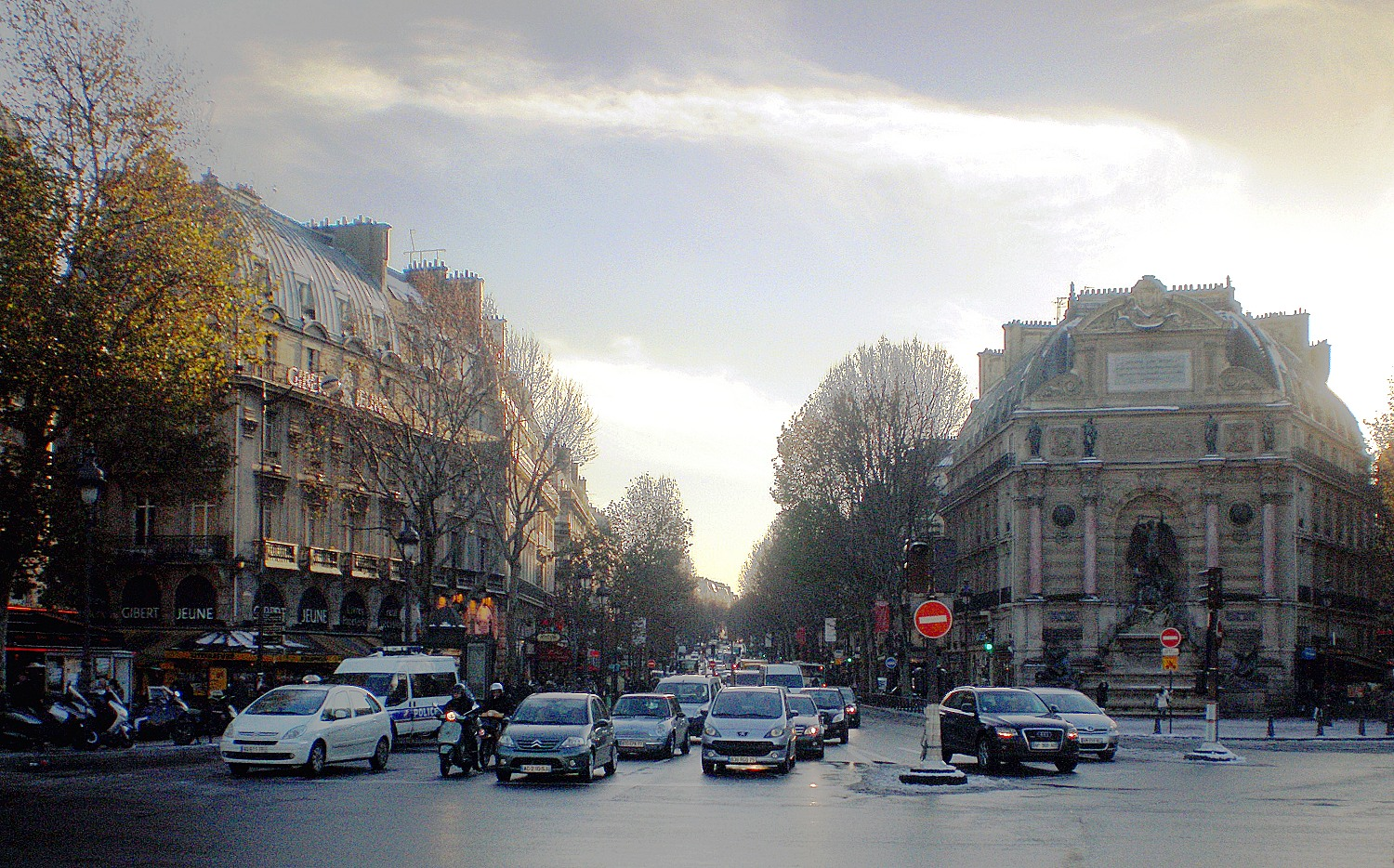
Beginn des Boulevard Saint-Michel an der Place Saint-Michel, rechts die Fontaine Saint-Michel

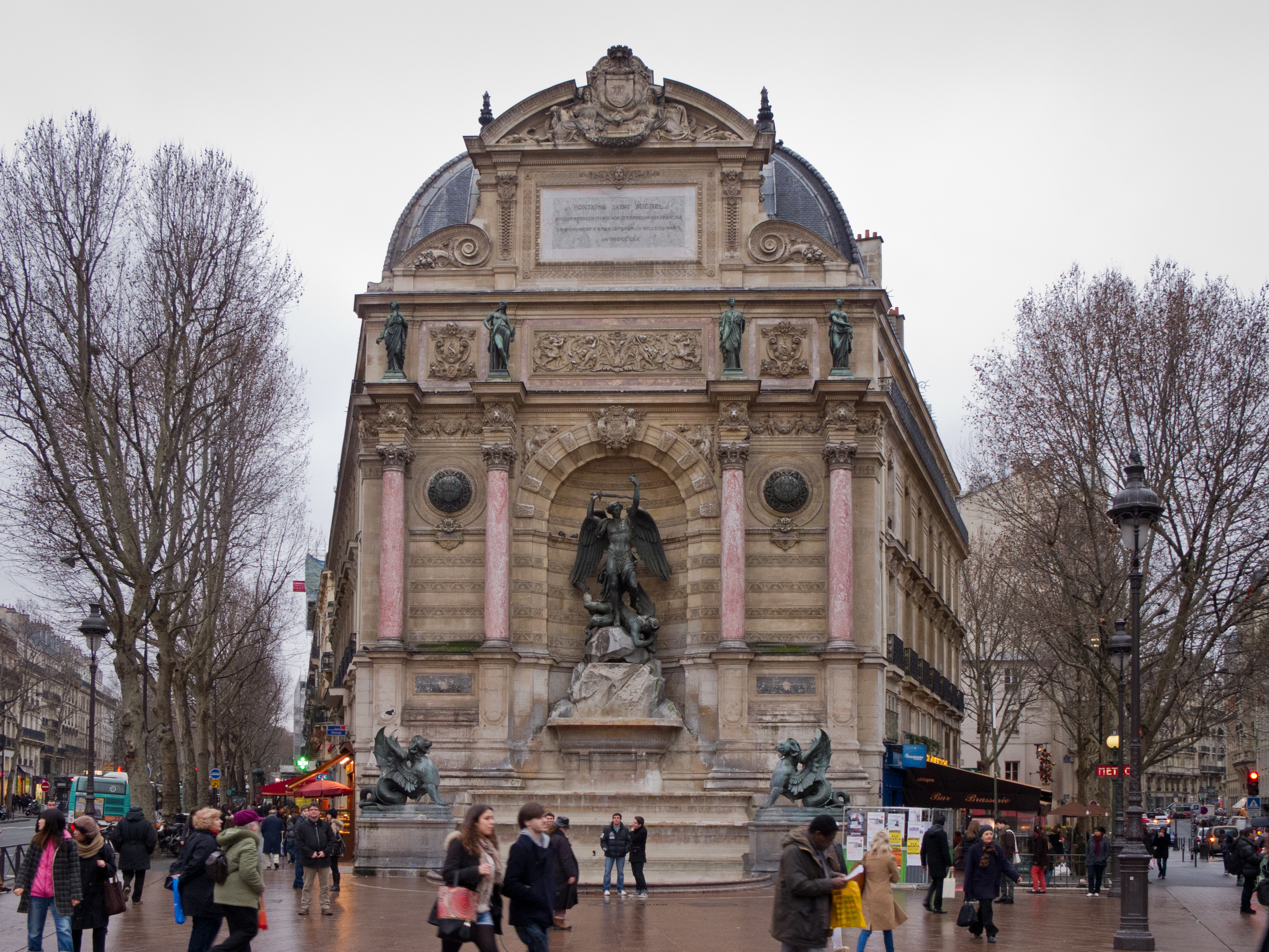
Die Fontaine Saint-Michel von Gabriel Davioud zwischen dem Boulevard Saint-Michel (links) und der Rue Danton

Die Straße liegt auf der Rive Gauche, dem südlich der Seine gelegenen Teil der Stadt. Sie beginnt südlich der Seinebrücke Pont Saint-Michel an der Place Saint-Michel und endet an der Avenue de l’Observatoire. Dabei berührt sie die Quartiers Quartier de la Sorbonne und Quartier du Val-de-Grâce des 5. Arrondissements (Arrondissement du Panthéon) sowie das Quartier de la Monnaie und das Quartier de l'Odéon des 6. Arrondissements (Arrondissement du Luxembourg).
In seinem Südabschnitt stößt der Boulevard Saint-Michel auf die Parkanlage Jardin du Luxembourg. Auf der ganzen Länge ist er durch die unter ihm geführte Linie B des Réseau express régional d’Île-de-France (RER) untertunnelt. An seinen Enden liegen deren Bahnhöfe Saint-Michel – Notre-Dame und Port-Royal, dazwischen die Station Luxembourg zwischen den Einmündungen der Rue Gay-Lussac und der Rue Auguste Comte.

## Name
Der Boulevard Saint-Michel verdankt, wie der Pont Saint-Michel, die Place Saint-Michel und die Fontaine Saint-Michel, seinen Namen der 1784 zerstörten Kirche Saint Michel du Palais auf der Île de la Cité im 1. Arrondissement.
Der ursprüngliche Name lautete Boulevard de Sébastopol-Rive Gauche. Seinen heutigen Namen erhielt der Boulevard Saint-Michel am 26. Februar 1867.

## Geschichte
Der erste Teil der Straße bis zur Rue Cujas wurde im Rahmen der umfangreichen Umgestaltung von Paris unter Baron Haussmann am 11. August 1855 fertiggestellt. Erst vier Jahre später, am 30. Juli 1859, waren die Arbeiten beendet, die ihr den aktuellen Verlauf gaben.
Beim Bau des Boulevard Saint-Michel wurden zahlreiche mittelalterliche Straßen und Plätze des alten Quartier de Saint-Séverin, die ihre Ursprünge im 12. Jahrhundert hatten, stark verändert:
- ein Teil der Place du Pont-Saint-Michel
- die Rue de la Harpe zwischen dem Boulevard Saint-Germain und der Place Edmond-Rostand
- die Rue d'Enfer zwischen der Place Edmond-Rostand und der Rue de l'Abbé-de-l'Épée
- die Rue de l'Est zwischen der Rue August-Comte und dem Boulevard du Montparnasse
- die Rue Serpente mit dem Collège de Tours

Völlig verschwunden sind im Zuge der Baumaßnahmen:
- die Rue Mâcon (frühere Namen: Rue de la Grande-Boucherie und Rue de la Vieille-Boucherie) mit dem alten Pariser Adelssitz der Herzöge von Mâcon aus dem 12. Jahrhundert
- die Rue Poupée (frühere Namen: Rue Lias, Rue Laas, Rue Popée und Rue Pompée)
- die Rue Percée, ein Relikt der alten Straße ist die heutige Impasse Hautefeuille
- die Rue des Deux Portes Saint-André ist heute die Straßenführung des Boulevard Saint-Germain
- die Passage d'Harcourt
- die Rue Neuve de Richelieu

Auf die alte Bausubstanz nahm Baron Haussmann bei der Planung seiner neuen Boulevards oft keine große Rücksicht. Häuser, die seinen neuen breiten Prachtstraßen im Weg waren, wurden oft kurzerhand abgerissen.

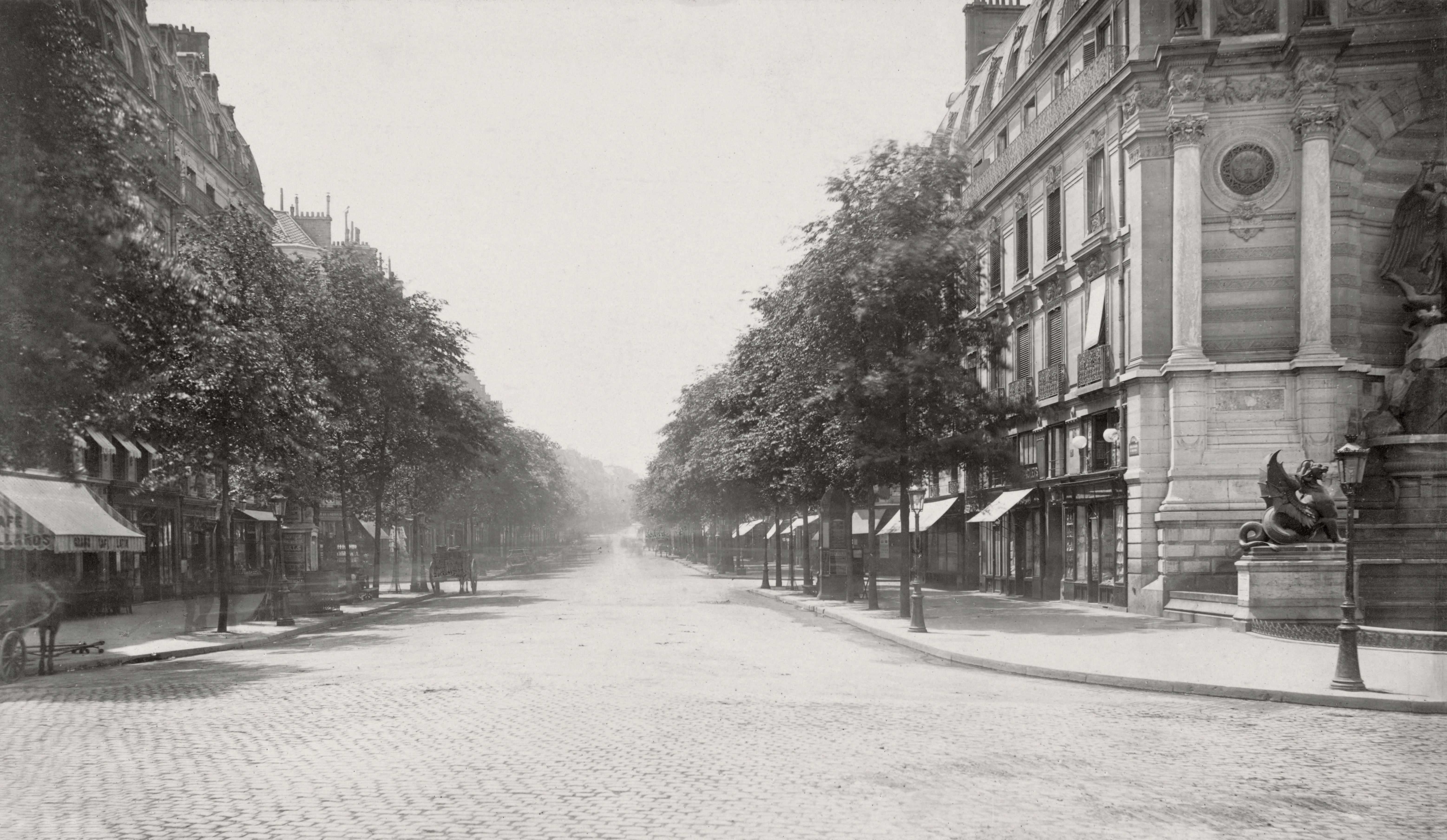
Der Boulevard Saint-Michel um 1860 – 1870 (Fotografie von Charles Marville)
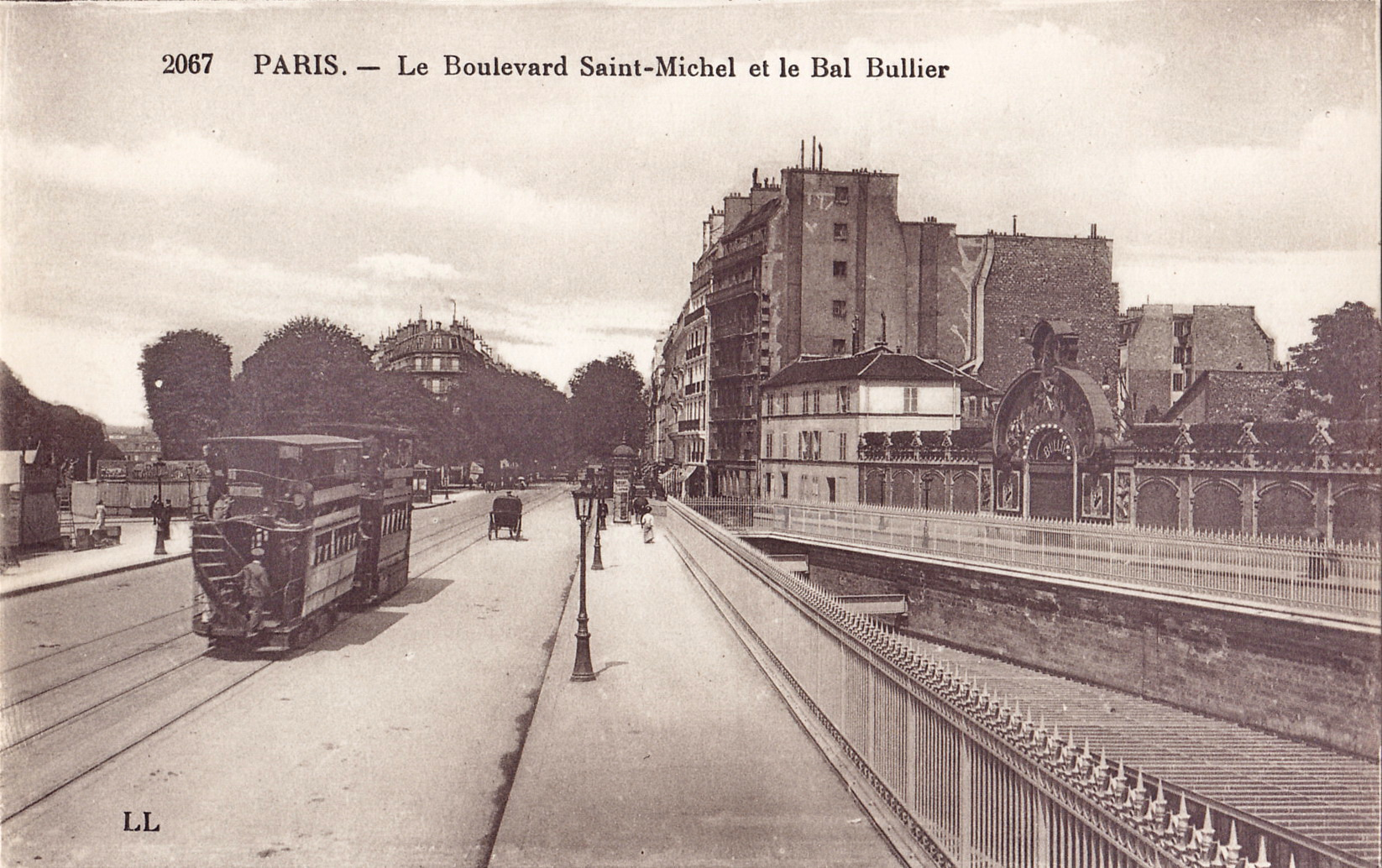
Oberer Teil des Boulevard beim Bahnhof Port-Royal und dem Bal Bullier vor dem  Ersten Weltkrieg
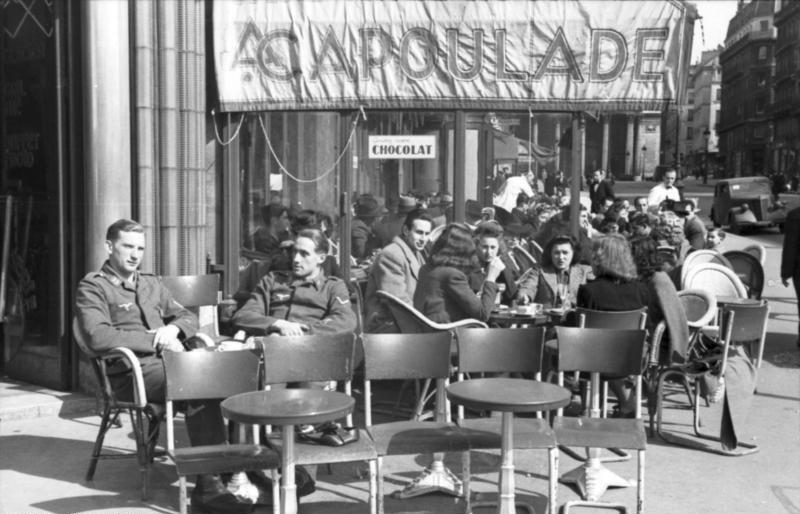
Deutsche Soldaten im März 1943 während der Besatzung (Ecke Boulevard Saint-Michel und Rue Soufflot)
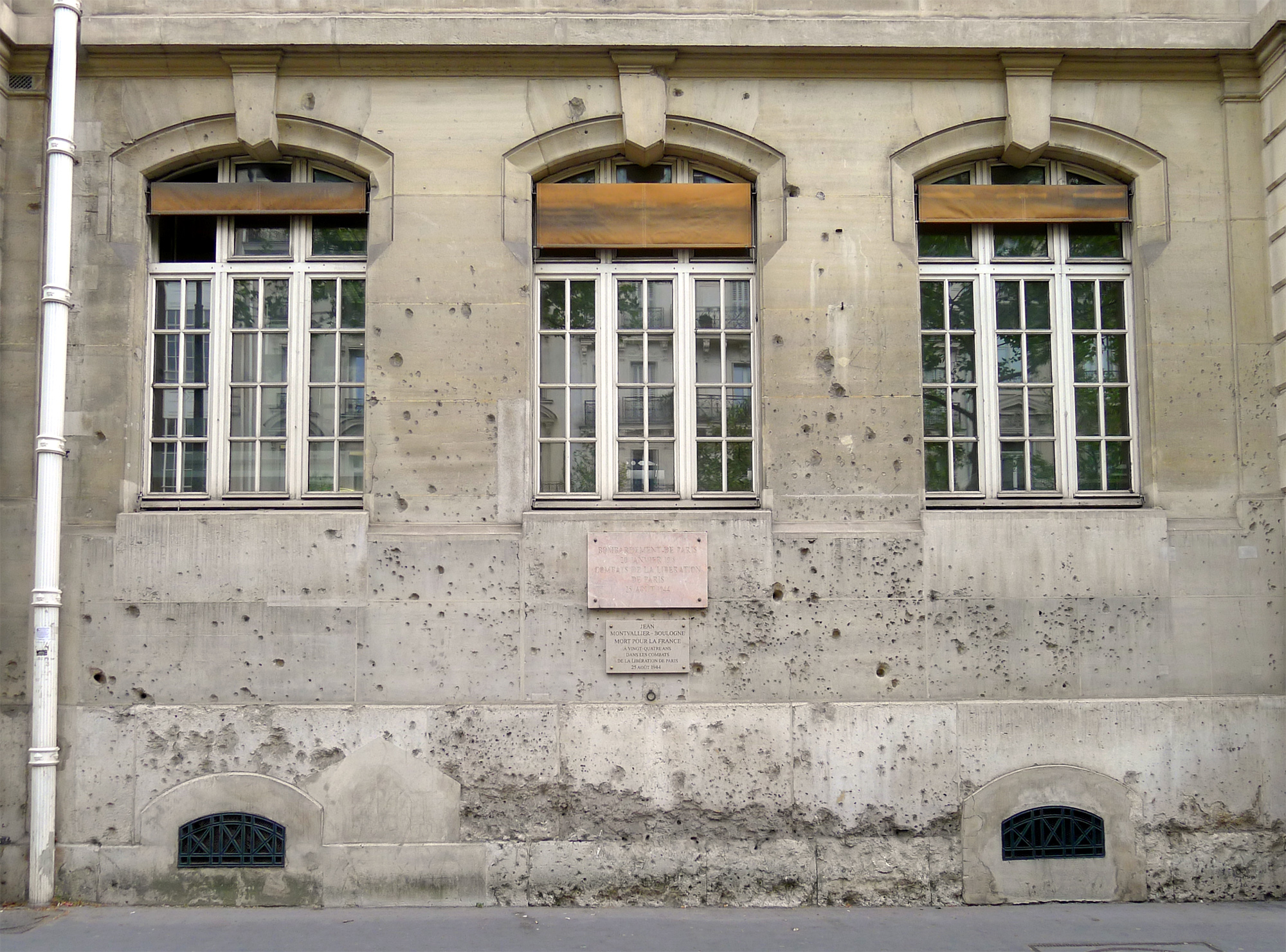
Spuren des Befreiungskampfs an einer Wand der École Nationale Supérieure des mines de Paris

## Sehenswürdigkeiten im Verlauf des Boulevard Saint-Michel

### Orientierung
In südlicher Blickrichtung von der Place Saint-Michel bildet die linke Straßenseite des Boulevard Saint-Michel die Grenze des 5. Arrondissements mit dem Quartier Latin, während die rechte Straßenseite zum 6. Pariser Arrondissement mit dem Jardin du Luxembourg gehört.

### Römischen Thermen und Hôtel de Cluny

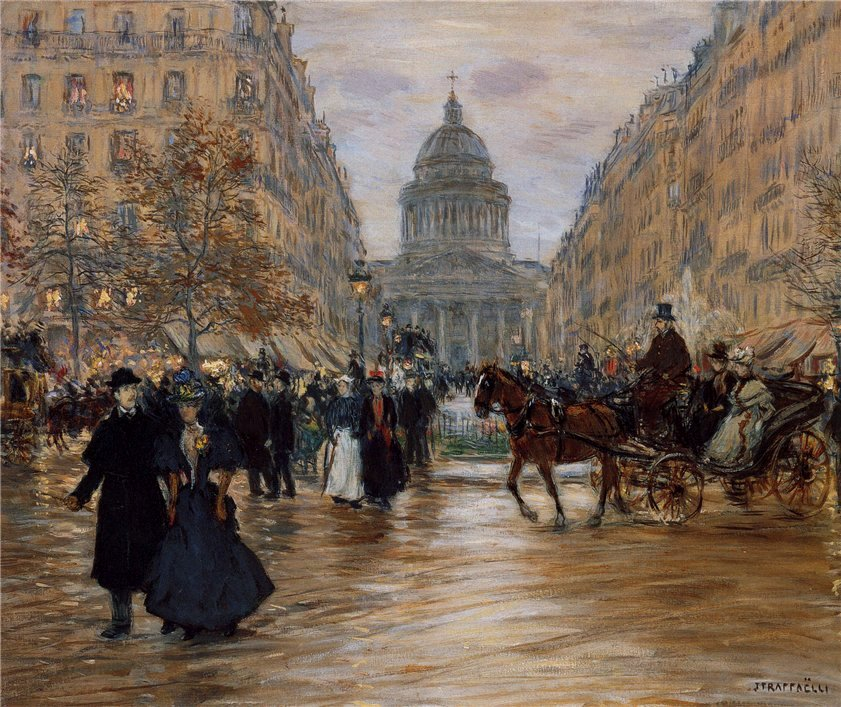
Blick über den Boulevard Saint-Michel in die Rue Soufflot, im Hintergrund das Panthéon (Gemälde von Jean-François Raffaëlli, 1918)

Südlich der Kreuzung mit dem Boulevard Saint-Germain befinden sich links die alten gallo-römischen Thermen aus dem 1. bis 3. Jahrhundert und das Hôtel de Cluny aus dem 15. Jahrhundert. Vor den Ruinen der alten römischen Badeanlage und dem Hôtel de Cluny wurde im September 2000 ein kleiner, öffentlich zugänglicher „mittelalterlicher Garten“ (Jardin médiéval) angelegt. Thermen und Hôtel de Cluny sind heute im Musée national du Moyen Âge (Nationalmuseum des Mittelalters) zu besichtigen. Der Eingang zum Museum befindet sich an der Place Paul Painlevé.

### Sorbonne
Nach der Kreuzung mit der Rue des Écoles beginnt auf der linken Seite der Gebäudekomplex der Sorbonne, der ältesten Pariser Universität. Nach etwa 150 Metern geht nach links die Place de la Sorbonne ab, die den Blick auf das Kirchengebäude der Universität freigibt.

### Panthéon
Die nächste größere Kreuzung befindet sich an der Place Edmond Rostand. Auf der linken Seite beginnt die Rue Soufflot ihren kurzen Anstieg zum Pantheon. In der nationalen Ruhmeshalle Frankreichs liegen die Grabstätten einiger der prominentesten Franzosen auf den Gebieten der Politik, Wissenschaften und Literatur.

### Jardin du Luxembourg

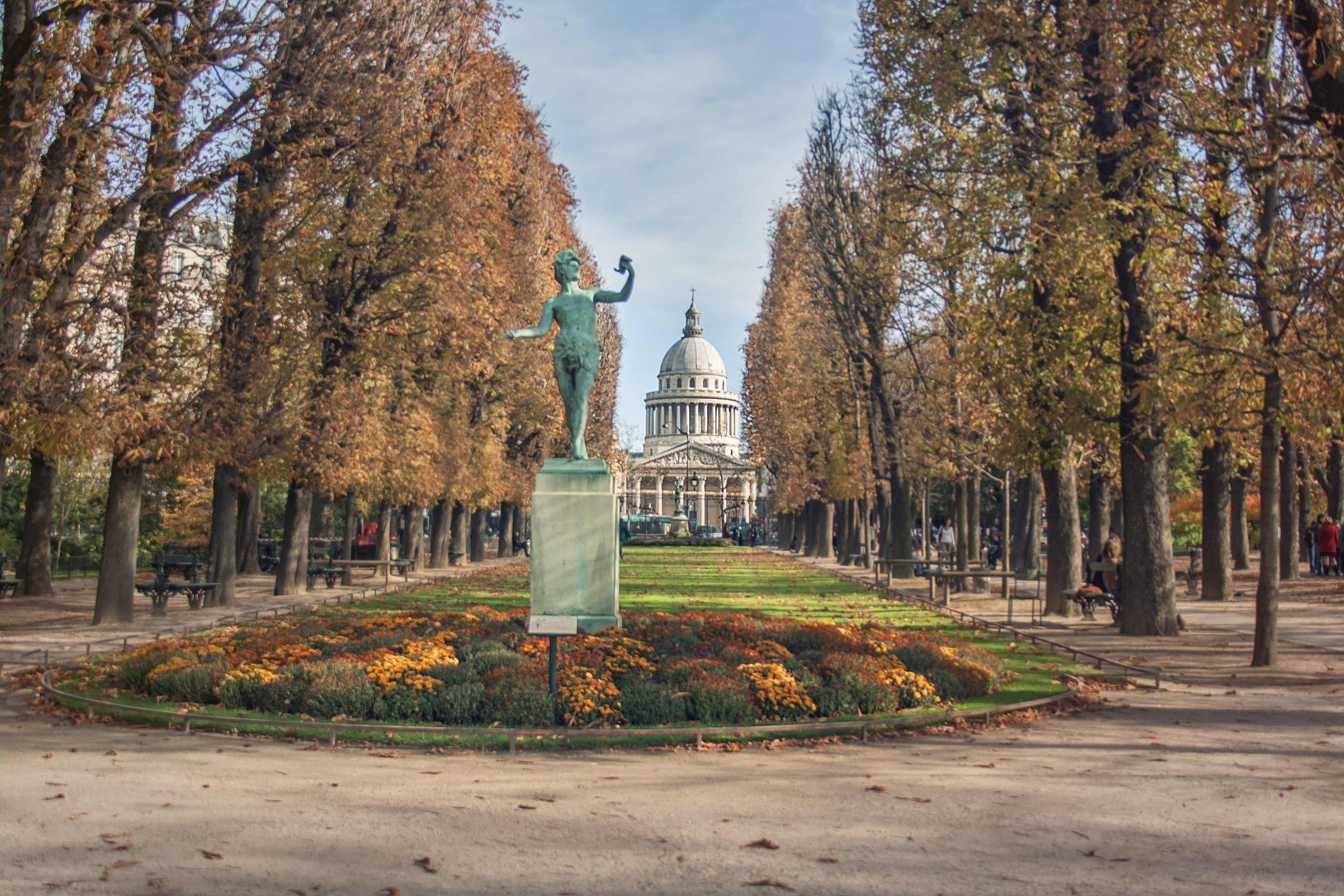
Jardin du Luxembourg, Blick zum Panthéon

Rechts der Place Edmond Rostand liegt der Jardin du Luxembourg. Der einstige Schlosspark beherbergt neben seinen weitläufigen Grünanlagen mit dem Palais du Luxembourg auch den Sitz des französischen Senats.

### École Nationale Supérieure des Mines de Paris
Hinter dem Zugang zum Jardin du Luxembourg erhebt sich auf der rechten Seite das Gebäude der École Nationale Supérieure des mines de Paris (ENSMP). Die zu den 200 französischen Grandes écoles zählende Bergbauhochschule ist eine der großen französischen Ingenieurschulen und wurde bereits 1783 auf einen Erlass Königs Ludwig XVI. hin gegründet.

### Bemerkenswerte Gebäude und Erinnerungsorte

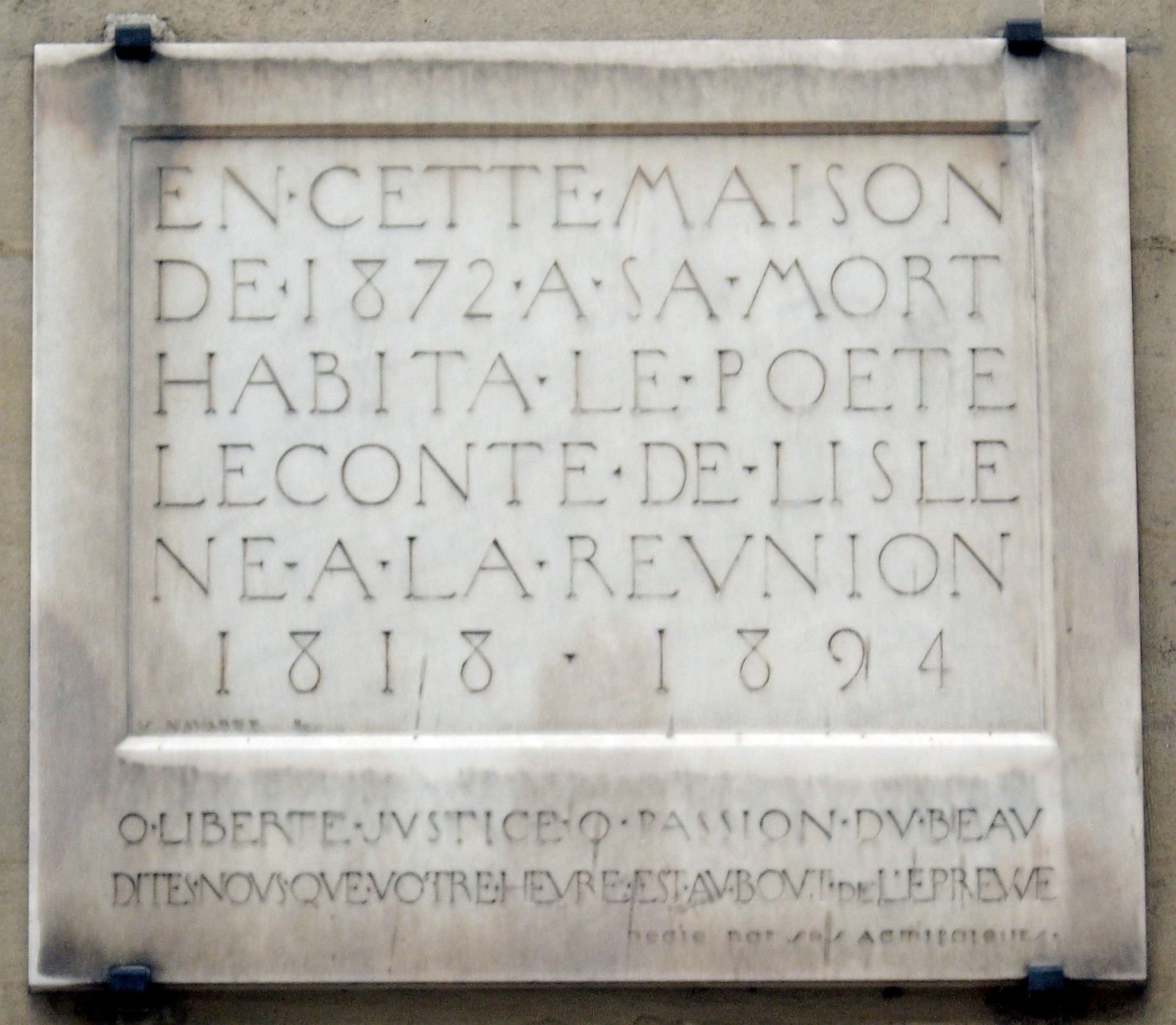
Gedenktafel an Charles Leconte de Lisle am Haus Nr. 64

- Der Physiker Édouard Branly wohnte von 1928 bis zu seinem Tod 1940 im Haus Nr. 87
- Der Komponist César Franck (1822–1890) wohnte von 1865 bis zu seinem Tod im Haus Nr. 95
- Der Schriftsteller Charles Leconte de Lisle von 1872 bis zu seinem Tod 1892 im Haus Nr. 64
- Der Politiker Louis Marin wohnte von 1916 bis zu seinem Tod 1960 im Haus Nr. 95
- Der Schauspieler Paul Mounet starb 1922 im Haus Nr. 63
- Der Schauspieler Claude Rich (1929–2017) wohnte in seiner Jugend am Boulevard Saint–Michel[2]
- Der bulgarische Revolutionär Zahari Stoyanov starb 1889 im Haus Nr. 31
- Der Journalist Jules Vallès starb 1885 im Haus Nr. 77

Die wichtigsten Gebäude am Boulevard Saint–Michel sind:
- Hôtel de Cluny
- Lycée Saint-Louis, Nr. 44
- Hôtel de Vendôme, Hauptsitz der École nationale supérieure des mines de Paris, Nr. 60–62
- Foyer international des étudiantes, Nr. 93
- Ägyptische Botschaft in Frankreich, Nr. 111
- Im Haus Nr. 115 arbeiteten zwischen 1824 und 1948 namhafte Künstler:

Pierre Cartellier (1757–1831), Bildhauer
Louis Petitot (1794–1862), Bildhauer
Eugène Devéria (1805–1865), Maler
Louis Boulanger (1806–1867), Maler
Henri Regnault (1843–1871), Maler
Charles Cordier (1827–1905), Bildhauer
Alexandre Falguière (1831–1900), Maler und Bildhauer
Antonin Mercié (1845–1916), Maler und Bildhauer
Luc-Olivier Merson (1846–1920), Maler
Étienne Buffet (1866–1948), Maler
Danach war dort, von 1957 bis in die 1980er Jahre, die Association des étudiants musulmans nord-africains (AEMNA) untergebracht. Das Gebäude von 1824, seine beiden Werkstätten, die Malerei im vierten Stock, die Skulptur im Erdgeschoss und die orientalische Dekoration aus dem Jahr 1865 wurden 2018 abgerissen, um an der Stelle zukünftige Marokkanische Kulturzentrum unterzubringen.

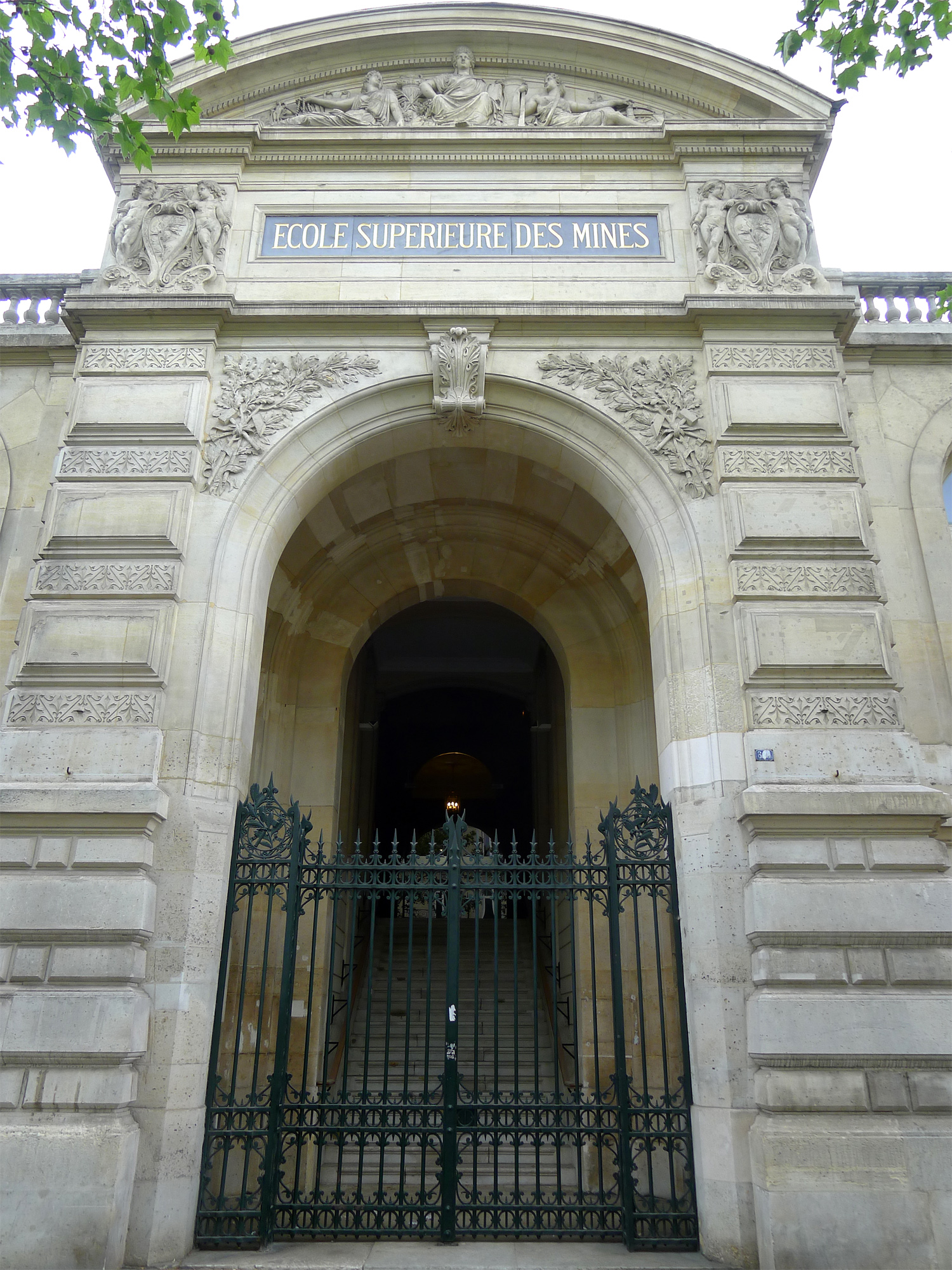
Nr. 60: École nationale supérieure des mines
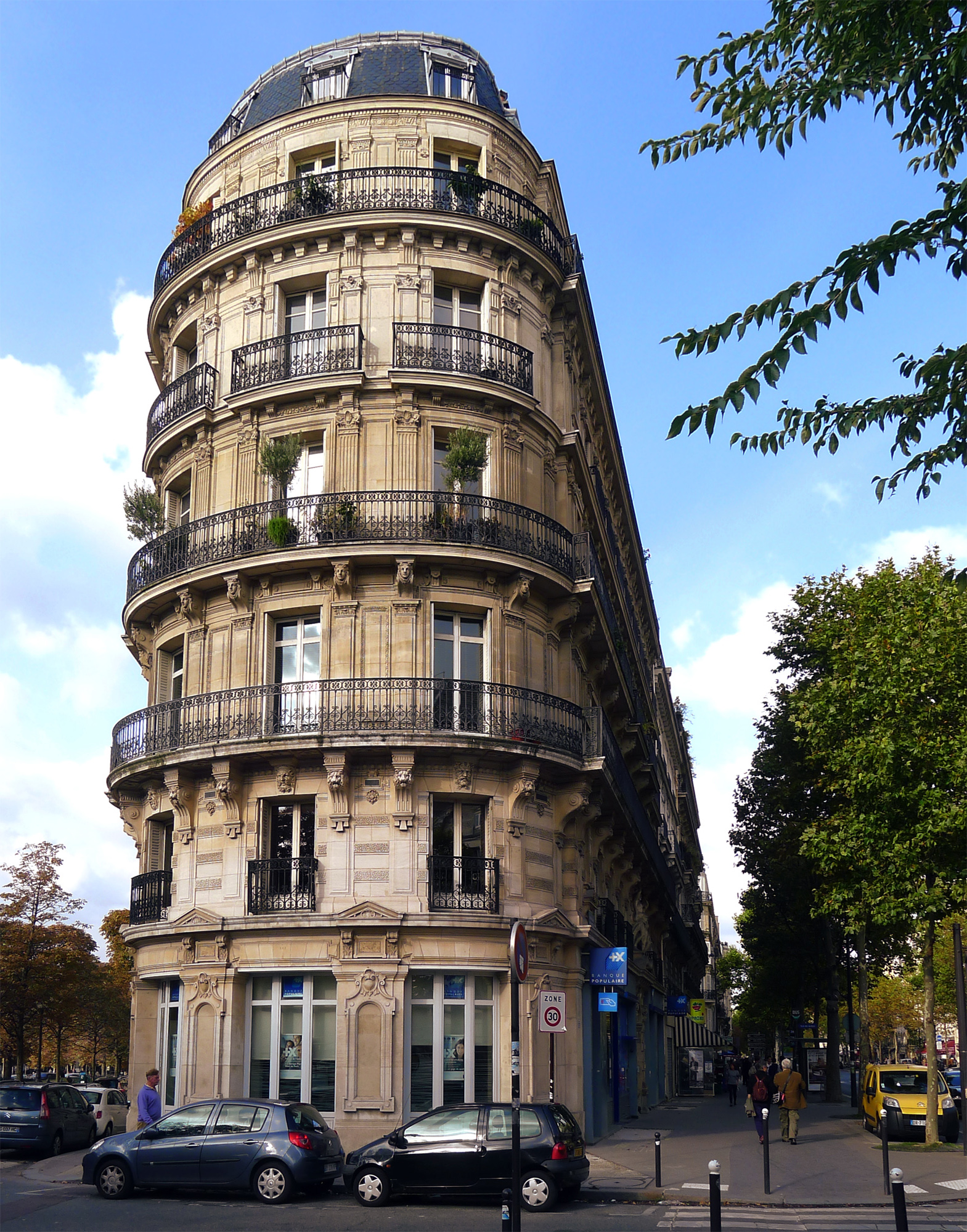
Nr. 88: Gebäude an der Ecke Avenue de l’Observatoire
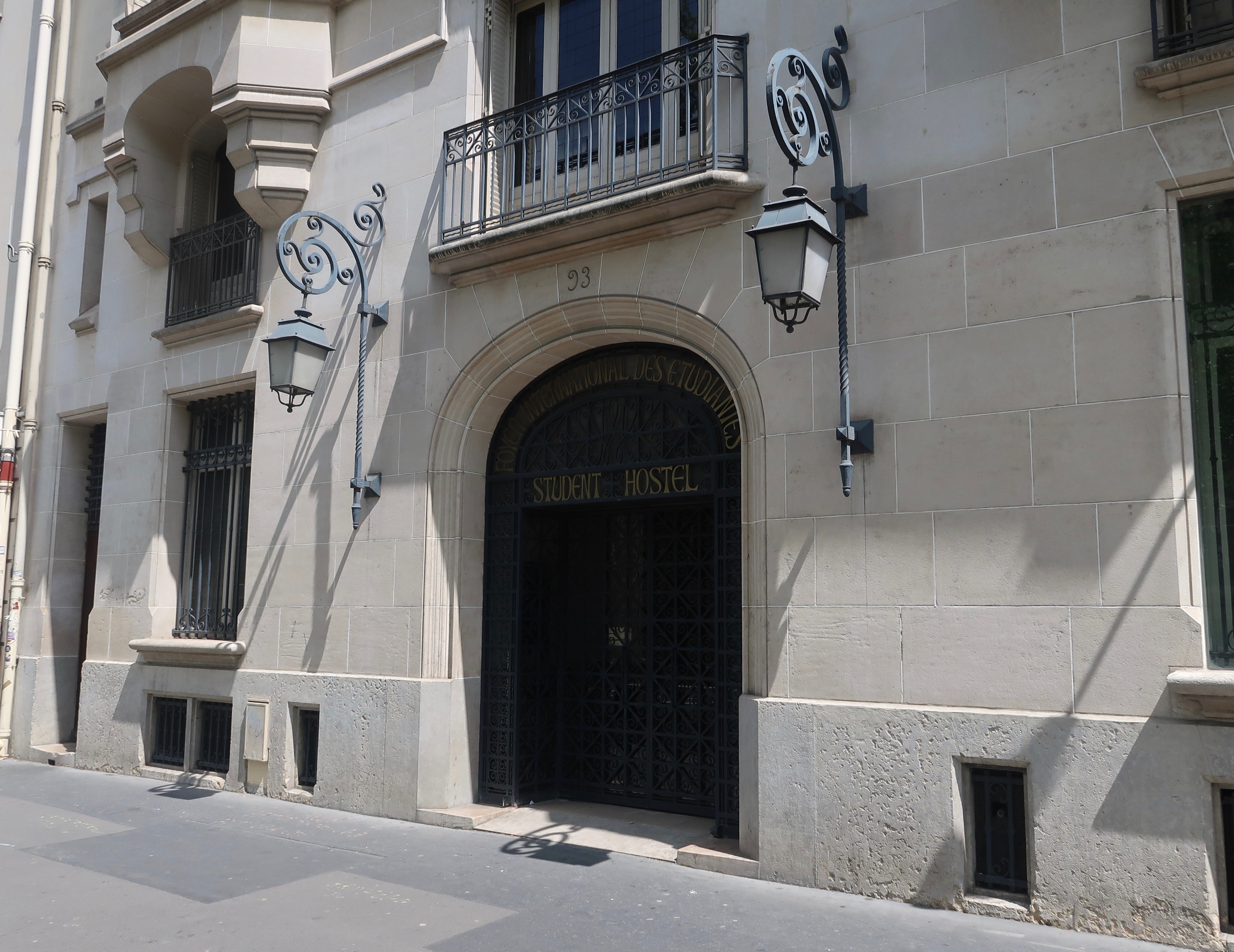
Nr. 93: Foyer international des étudiantes
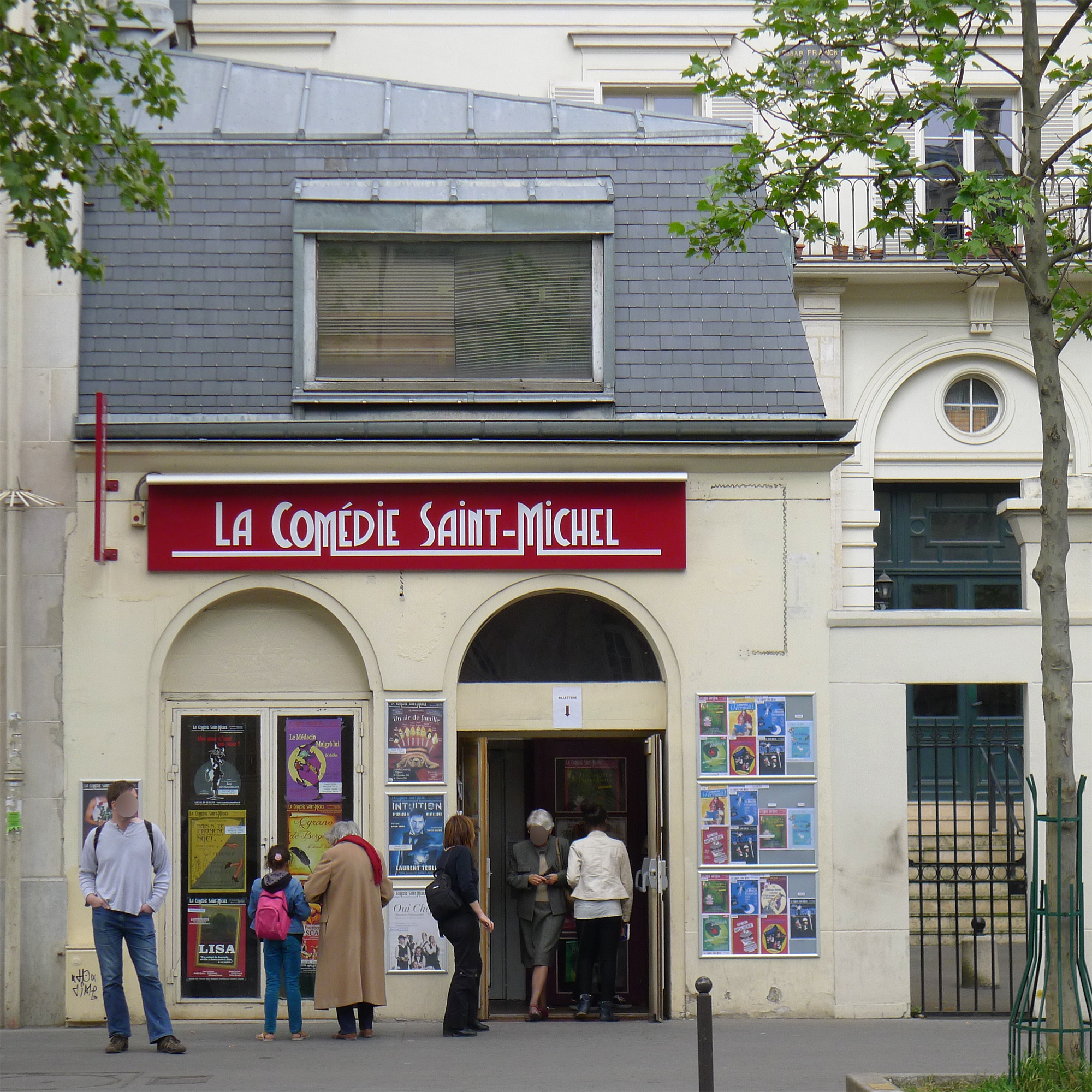
Nr. 95: Theater La Comédie Saint-Michel

An zahlreichen Gebäuden wurden Genktafeln für historische Personen oder Ereignisse angebracht.

Erinnerungstafeln (Auswahl)
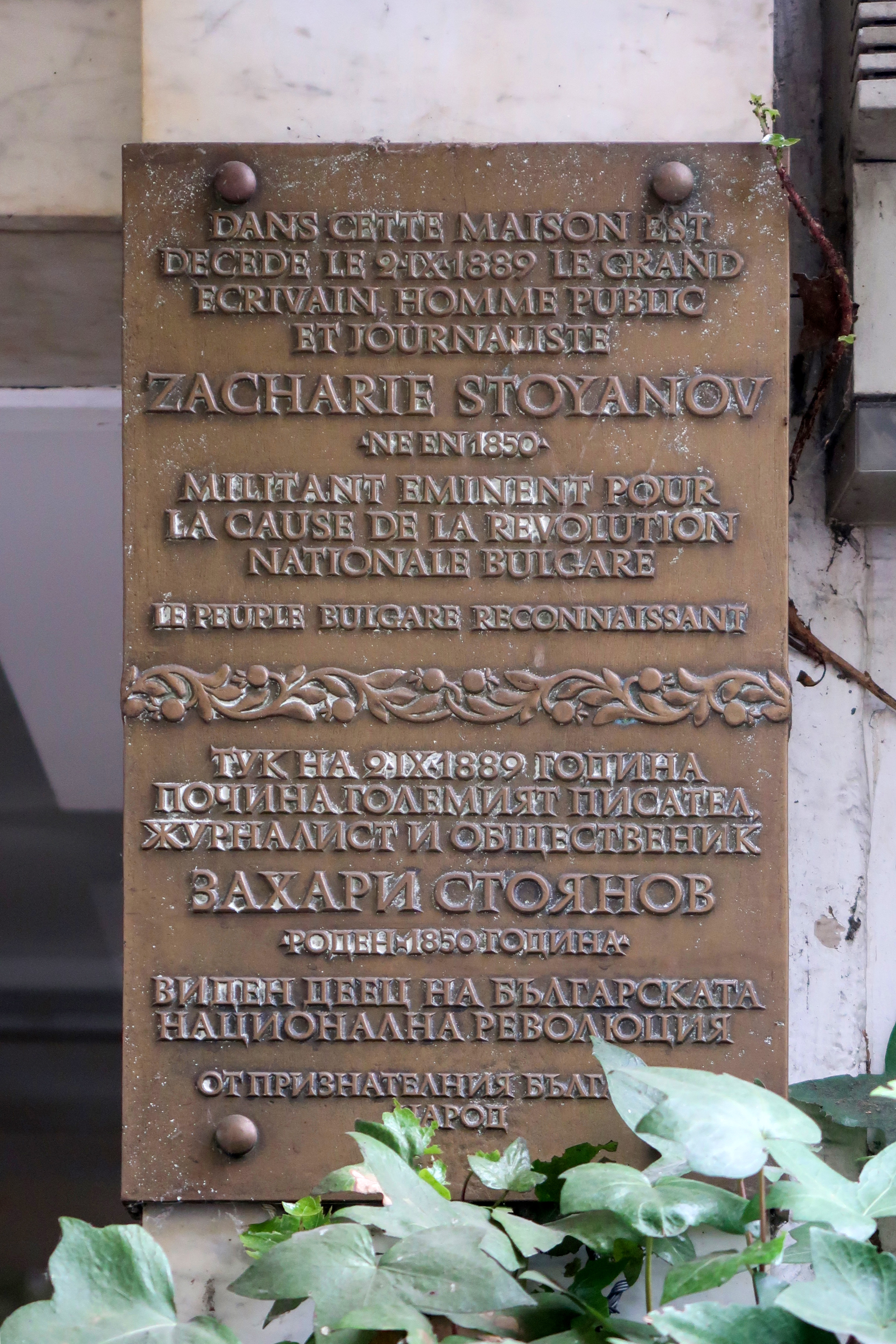
Der bulgarische Revolutionär Zahari Stoyanov starb 1889 im Haus Nr. 31
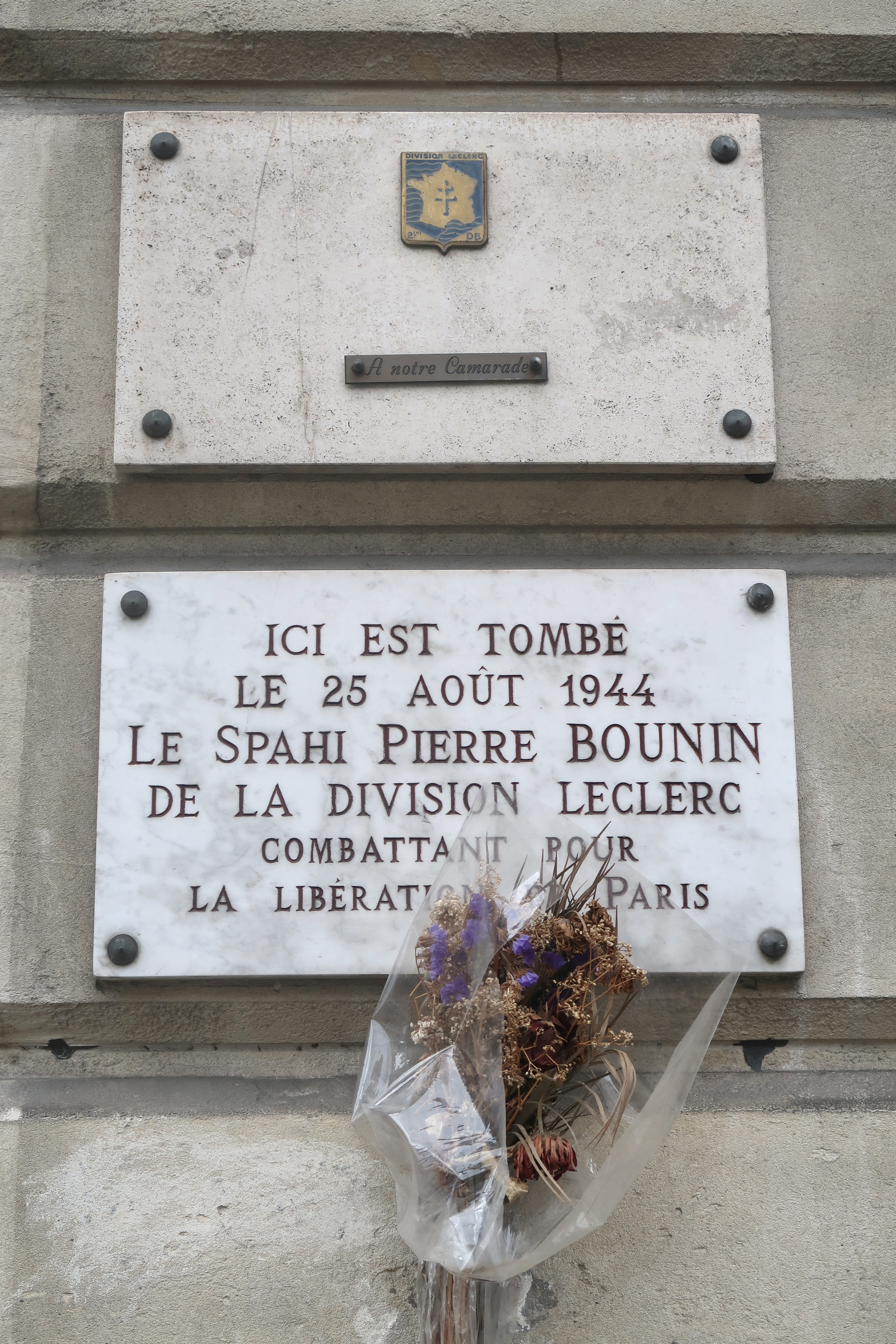
Pierre Bounin starb am Haus Nr. 62 während der Befreiung von Paris
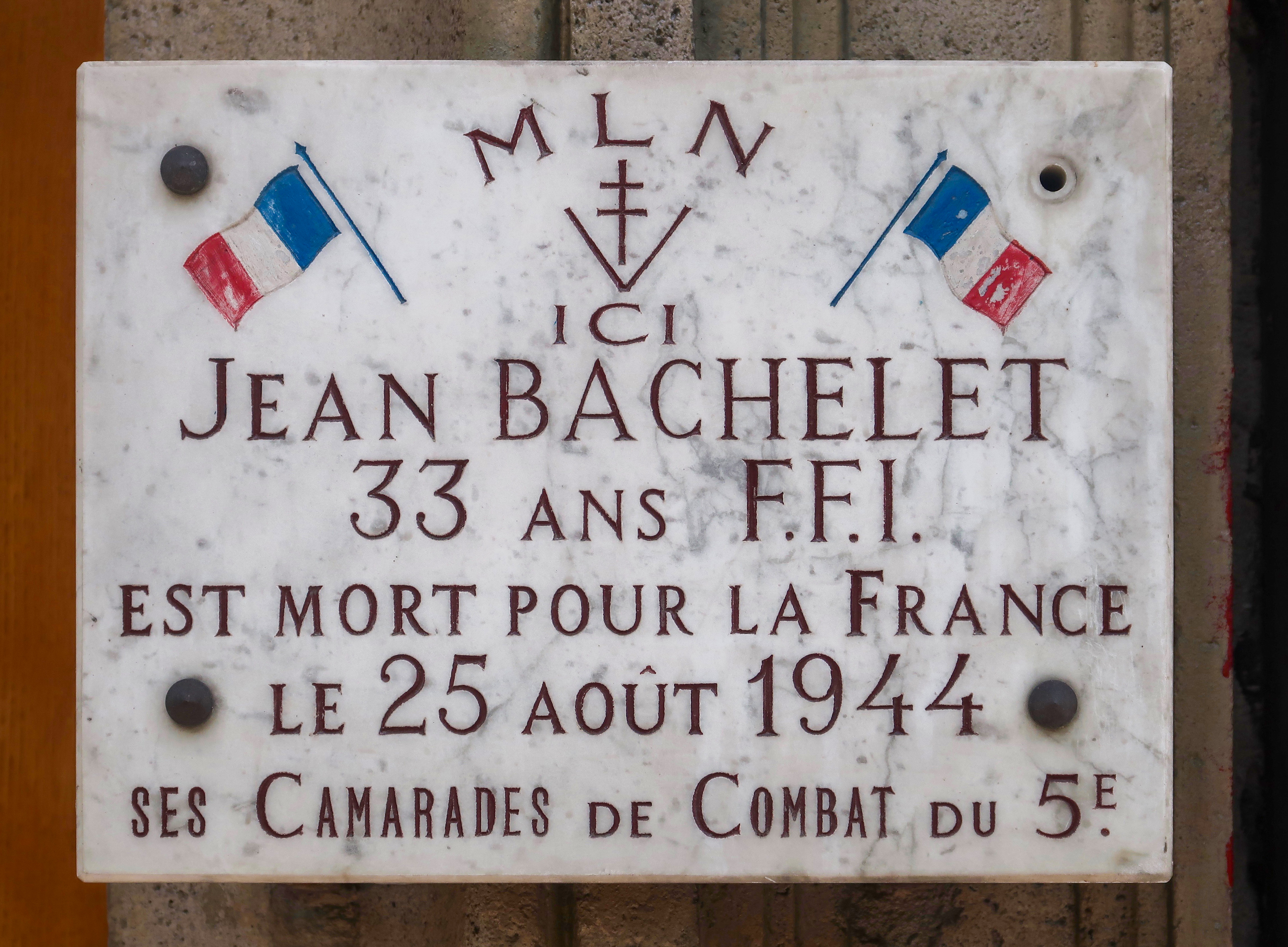
Tafel am Haus Nr. 79 erinnert an den Tod 1944 von Jean Bachelet, Mitglied der FFI
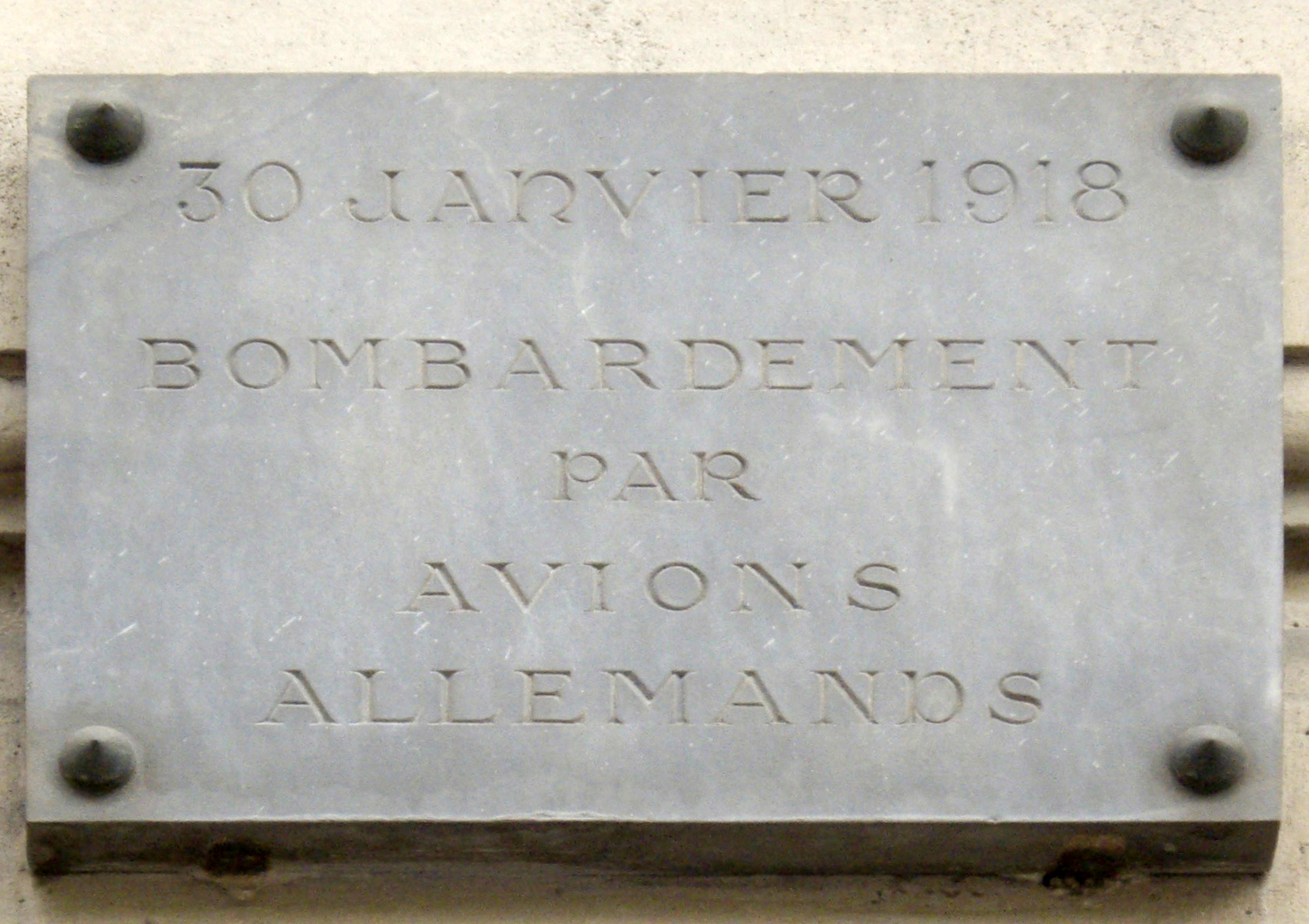
Tafel am Haus Nr. 81 zur Erinnerung an die deutschen Luftangriffe von 1918
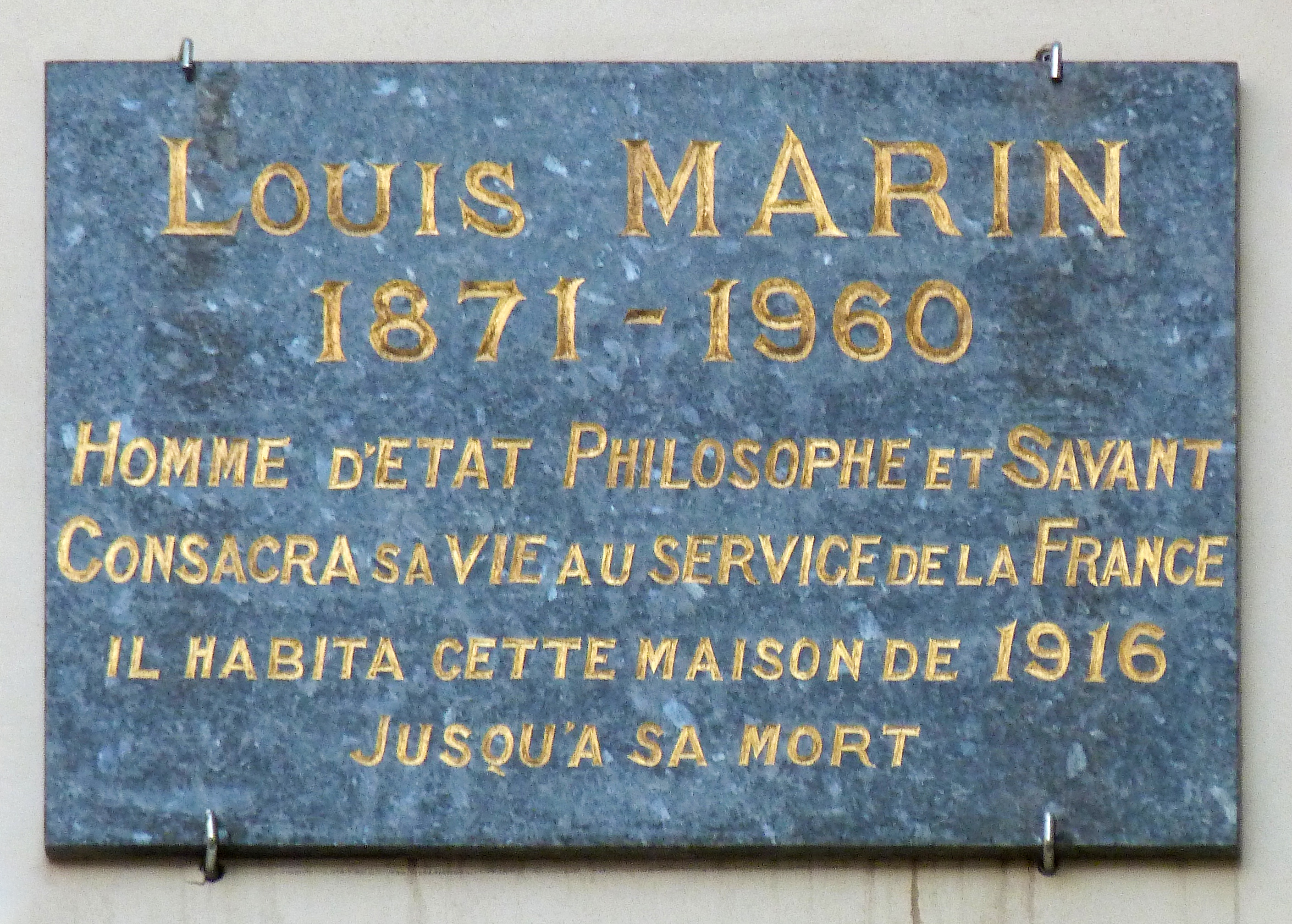
Der Philosoph und Politiker Louis Marin wohnte von 1916 bis zu seinem Tod 1960 im Haus Nr. 95

## Gegenwart
Der an die Seine angrenzende nördliche Teil des Boulevard Saint-Michel ist heute eine der beliebtesten und daher auch belebtesten Einkaufsstraßen von Paris. Dort gibt es vor allem Buchhandlungen, Bekleidungs-, Schuh- und Comicläden, dazu viele Straßencafés und Kinos. Die Fontaine Saint-Michel auf der Place Saint-Michel ist beliebter Treffpunkt für Jugendliche aus der ganzen Welt. Der etwa 700 Meter weiter südlich beginnende Jardin du Luxembourg ist mit zahlreichen Stühlen und Bänken eine beliebte Grünanlage im Stadtzentrum. Unter der Place Saint-Michel und der dort abzweigenden Rue Danton befindet sich der U-Bahnhof Saint-Michel.